# Шпора (у птиц)

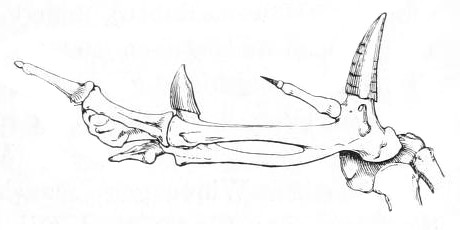
Шпоры на крыле паламедеи

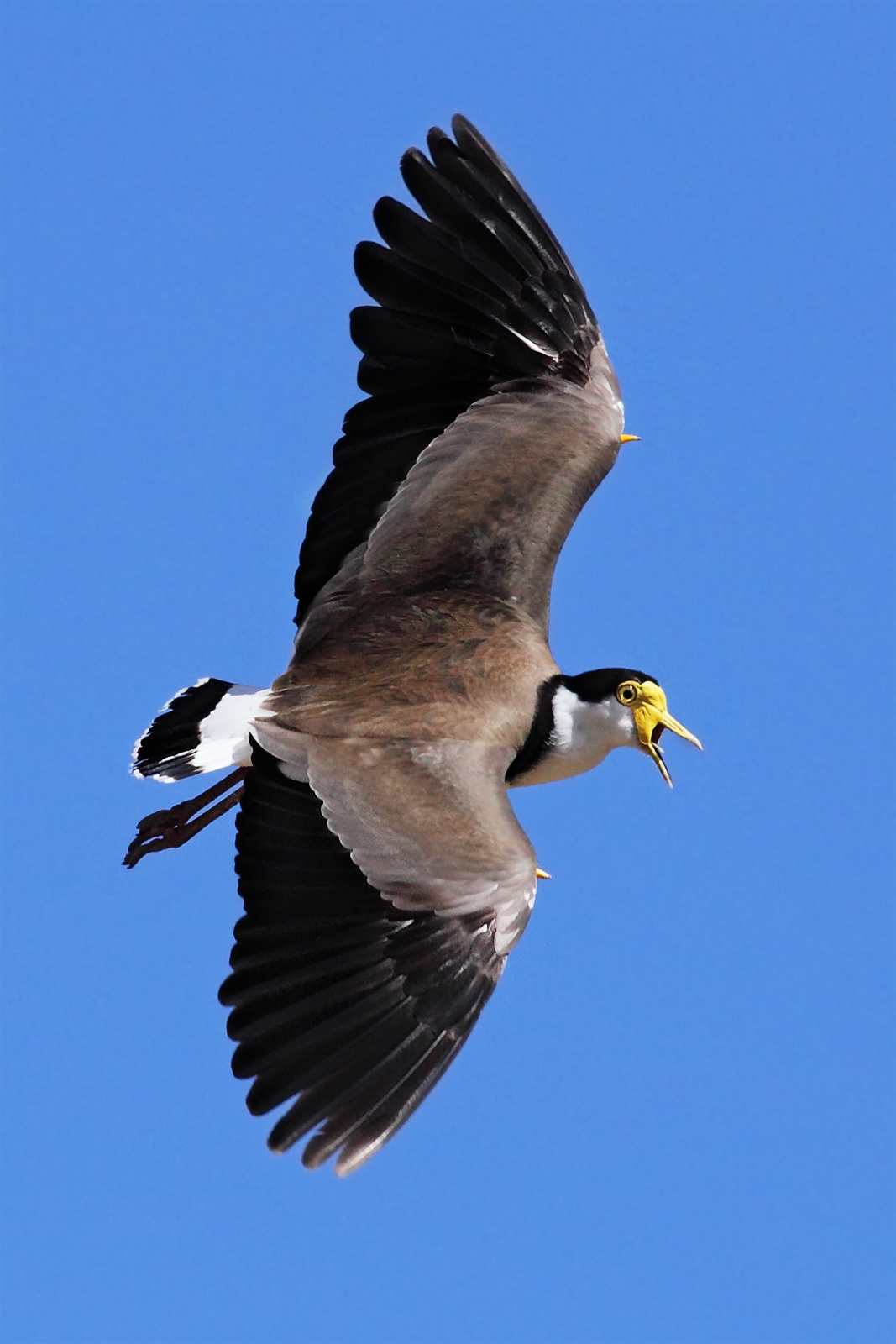
Шпоры на крыльях солдатского чибиса

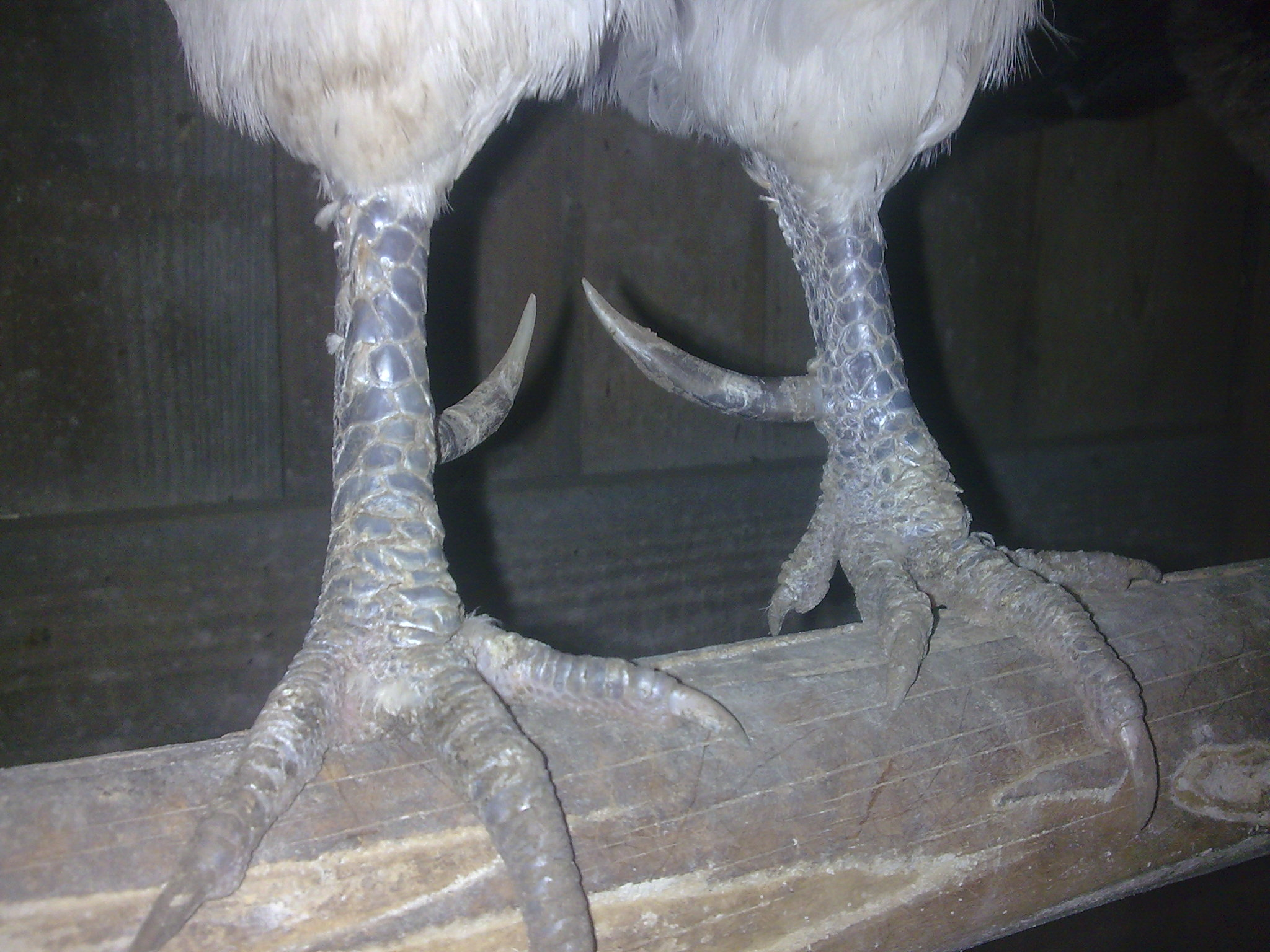
Шпоры на ногах петуха

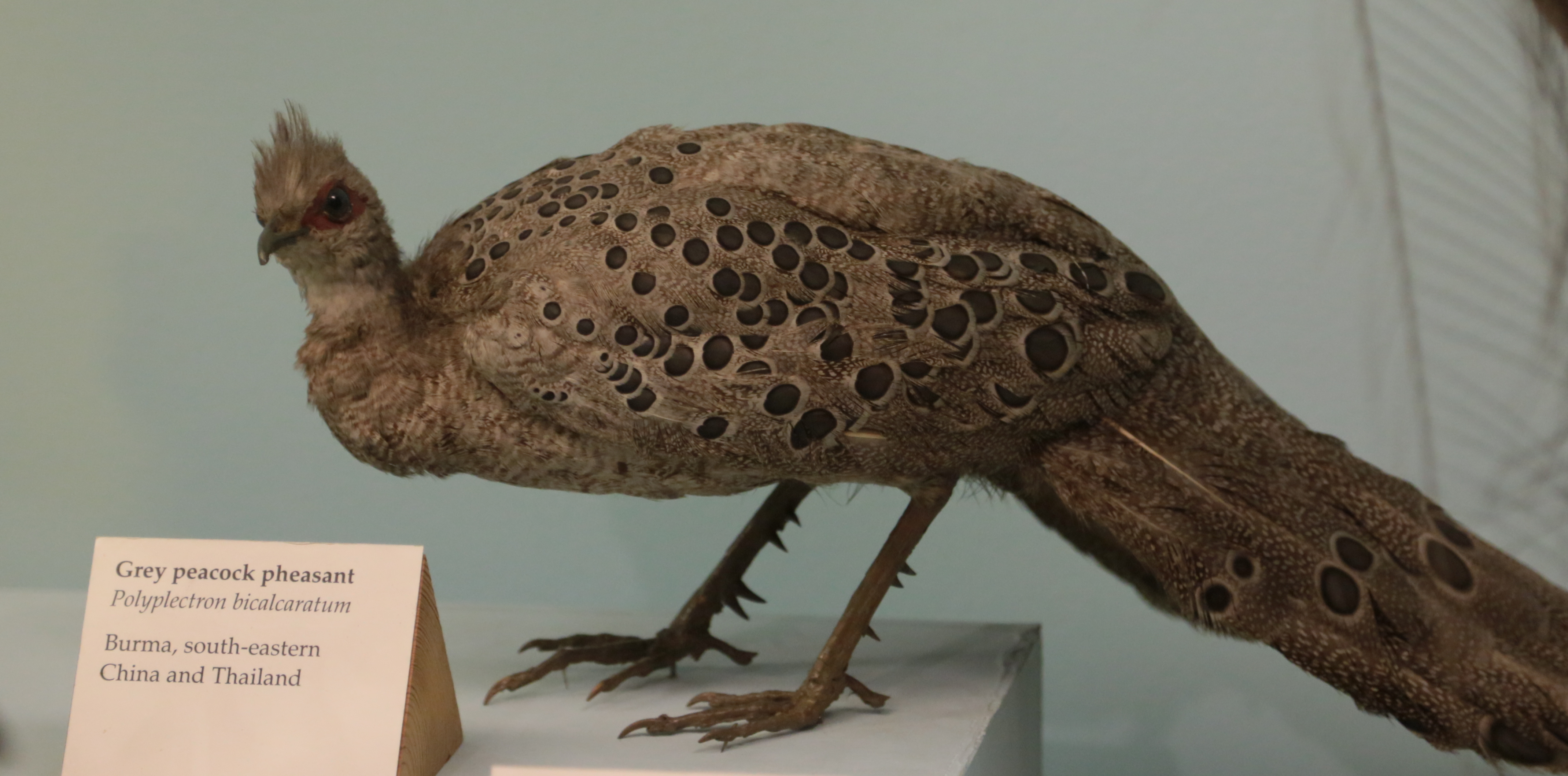
Павлиний фазан с несколькими шпорами на каждой ноге

Шпора — особый придаток, находящийся на ноге и на крыле некоторых птиц. Состоит из костной основы, прирастающей к костям крыла или ноги, и рогового покрова (таким образом, по строению напоминает рог полорогих). Шпорная кость отнюдь не может быть сравниваема с рудиментарными пальцами.
Крыльевые шпоры паламедей играют большую роль при их борьбе со змеями, мелкими хищниками и другими и свойственны обоим полам. Шпоры на ногах, присущие многим курообразным, встречаются в основном у самцов, являются вторичным половым признаком и выработались благодаря половому отбору.
По крайней мере у некоторых птиц, имеющих шпоры на крыле, их роговое покрытие сменяется при линьке. Для шпор на ногах это не зафиксировано.

## Распространённость

### Шпоры на крыльях
На крыле шпоры есть у следующих птиц:
- гусеобразные: все 3 вида паламедей и 2 вида утиных (обыкновенный шпорцевый гусь и андская шпорцевая утка)[комм. 1];
- ржанкообразные: 2 вида якановых (желтолобая якана и водяной фазанчик) и несколько видов ржанковых (некоторые чибисы, кайеннская ржанка).

В литературе встречаются сообщения о шпорах на крыле и у других птиц: дроздов (Turdus), большеногов (Megapodius), зубчатоклювого голубя (Didunculus strigirostris), камышницы (Gallinula chloropus), птиц-секретарей (Sagittarius serpentarius) и других. Это может объясняться эпизодическим появлением шпор у видов, которые обычно их не имеют, или наличием небольшого выступа пряжки, который может быть сочтён рудиментарной шпорой.
У шпорцевого гуся шпора находится на ладьевидно-полулунной кости (одной из двух маленьких костей запястья), а у остальных птиц, имеющих шпору на крыле, — на пряжке. У паламедей, в отличие от других птиц, на крыле две шпоры: верхняя и нижняя. Первая, имеющаяся и у других птиц, сидит на сгибе крыла при основании пряжки, а вторая — на дистальном конце её. У Anhima верхняя шпора достигает 4 см, очень остра и является опасным орудием. У Chauna она меньше.

### Шпоры на ногах
Ножная шпора сидит на цевке. Самцы многих куриных вооружены такой шпорой. Среди фазанов нет её у аргуса. У самок или шпоры нет, или они зачаточные, или же развиваются в старости, когда самки делаются бесплодными, или после кастрации.
Шпорник (Polyplectron) и итагин имеют 2 и даже 3 шпоры на каждой ноге. В виде аномалии иногда и у домашних кур развивается до 5 шпор на ноге. Зачатки шпор молодых кур, пересаженные на ногу петухов, достигают такой же величины, как шпоры петухов, а шпоры этих последних, будучи в молодом состоянии пересажены на ногу курицы, достигают только через 3—4 года такой величины, какой у самца в один год.